# J.B. White

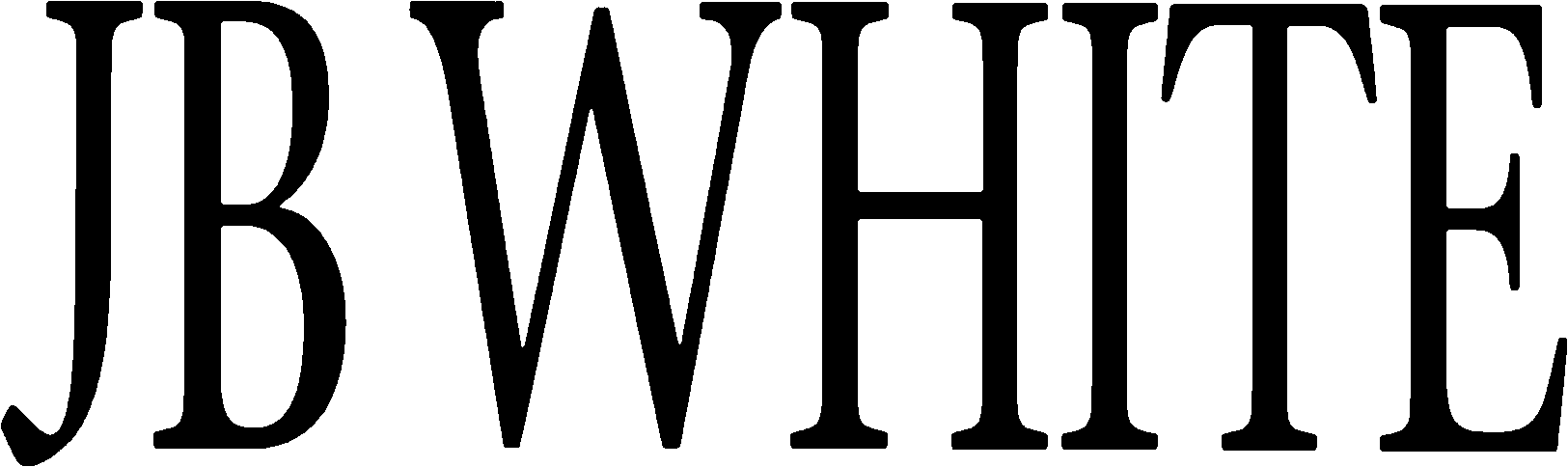
Het definitieve logo van JB White

J.B. White was een warenhuisketen in het zuidoosten van de Verenigde Staten, opgericht in Augusta, Georgia in 1874 door de Ierse immigrant James Brice White. Begin jaren 1910 verkocht White de winkel aan de H.B. Clafin Company, eigenaar van Lord &amp; Taylor. Het aanvankelijke aanbod van de winkel bestond uit kleding, meubilair en apparaten.

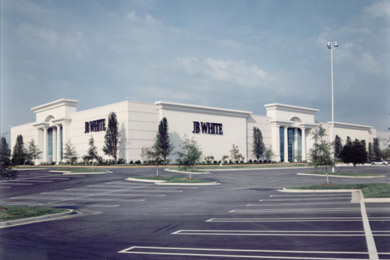
Een J.B. White-winkel

Het grootste deel van zijn bestaan was de keten in handen van Mercantile Stores. De meeste vestigingen van de keten bevonden zich in South Carolina, maar er waren ook vestigingen in Augusta en Savannah. In Augusta werden naast de oorspronkelijke winkel in het stadscentrum ook twee vestigingen in de buitenwijken geopend, een kledingwinkel in het winkelcentrum National Hills en een winkel uitsluitend voor huishoudelijke artikelen in het winkelcentrum Daniel Village (voorheen een Belk-winkelcentrum). In National Hills is een woonwinkel geopend in de ruimte die voorheen een bioscoop met twee zalen was. In 1978 verruilde de winkel zijn oude vlaggenschip in het stadscentrum voor een nieuw pand in de Regency Mall. Twintig jaar later, in 1998, verhuisde J.B. White naar zijn laatste vlaggenschip in Augusta Mall, kort voor de verkoop aan Dillard's. De vestiging in Savannah werd in 1990 geopend in Savannah Mall . De meeste vestigingen werden Dillard's toen de Mercantile Stores-keten in 1998 voor 2,9 miljard dollar werd verkocht. Sommige J.B. White-locaties in overlappende gebieden werden Belk.
Het voormalige filiaal op Broad Street in Augusta, Georgia, werd in juni 2007 gekocht om omgebouwd te worden tot appartementen.